# Hendro Scholtz
Pour les articles homonymes, voir Scholtz.
Pas d'image ? Cliquez ici

a Compétitions nationales et continentales officielles uniquement.

b Matchs officiels uniquement.
Dernière mise à jour le 7 septembre 2018.
Hendro Scholtz (né le 22 mars 1979 à Bethlehem (Afrique du Sud)) est un joueur de rugby à XV sud-africain ayant joué avec l'équipe d'Afrique du Sud entre 2002 et 2003. Il évolue au poste de troisième ligne aile (1,87 m pour 103 kg).

## Carrière

### En club et provinces
Il évolue dans le Super 12 (devenu le Super 14) sous les couleurs des Central Cheetahs une franchise de rugby à XV d'Afrique du Sud. Elle est principalement constituée de la province sud-africaine de Currie Cup des Free State Cheetahs (ancienne équipe de l'État Libre d'Orange).
Et donc dans le championnat des Provinces, il défend les couleurs des Free State Cheetahs.
Le 01/11/2010, le Sporting union Agen Lot-et-Garonne annonce l'intégration du joueur dans son équipe jusqu'en juin 2011, avec une saison optionnelle supplémentaire.

### En équipe nationale
Il a effectué son premier test match avec les Springboks le 27 juillet 2002 à l’occasion d’un match contre l'équipe de Nouvelle-Zélande.
Il a disputé 2 matchs de la Coupe du monde de rugby 2003.

## Palmarès

### Avec les Springboks
- 5 sélections
- 5 points (1 essai)
- Sélections par saison : 3 en 2002, 2 en 2003.